# Générest
Générest – miejscowość i gmina we Francji, w regionie Oksytania, w departamencie Pireneje Wysokie.
Według danych na rok 1990 gminę zamieszkiwało 100 osób, a gęstość zaludnienia wynosiła 8 osób/km² (wśród 3020 gmin regionu Midi-Pyrénées Générest plasuje się na 963. miejscu pod względem liczby ludności, natomiast pod względem powierzchni na miejscu 918.).